# Mongomo
Mongomo é uma cidade da Guiné Equatorial, capital da provincia de Wele Nzas, dentro da região continental do país, Rio Muni. Sua população é de aproximadamente 7.000 habitantes.
Mongomo é lugar de origem do presidente Teodoro Obiang Nguema Mbasogo. A cidade faz fronteira com Gabão, tem um aeroporto para aviões de médio porte.